# Wilhelm Johannsen
Wilhelm Ludwig Johannsen (3. února 1857, Kodaň, Dánsko – 11. listopadu 1927, Kodaň) byl dánský biolog a botanik, průkopník experimentální genetiky rostlin, zakladatel moderní genetické terminologie. Jako první použil pojem gen.